# Next to Normal
Next to Normal är en amerikansk musikal från 2008 med manus och sångtexter av Brian Yorkey och musik av Tom Kitt.

## Bakgrund
Musikalen följer en kvinnas kamp mot bipolär sjukdom - och hur den i sin tur påverkar hela hennes familj. Musikalen berör även teman som sorg, självmord, missbruk och modern psykologi. Originaluppsättningen på Broadway blev prisbelönad med bl.a. tre Tony Awards samt Pulitzerpriset.

## Svenska uppsättningar
I Sverige har professionella uppsättningar av musikalen spelats på bl.a. Wermland Opera, Stockholms stadsteater samt Lunds stadsteater. I uppsättningen på Stockholms stadsteater medverkade bl.a. Lisa Nilsson, Dan Ekborg och Bruno Mitsogiannis.
År 2020 sattes musikalen upp på Uppsala Stadsteater i regi av Ronny Danielsson och med Helen Sjöholm och Rolf Lydahl i rollerna som Diana och Dan. Danielsson regisserade även Malmö operas uppsättning av musikalen på våren 2024 där Lydahl återkom i rollen som Dan medan Åsa Fång tog över rollen som Diana.
2023 hade Next to Normal premiär på Teater Västernorrland med Kristina Lindgren i huvudrollen. Carl Johan Karlson regisserade.